# Indien, mon frère
Indien, mon frère est la soixante-treizième histoire de la série Les Tuniques bleues de Lambil et Raoul Cauvin. Elle est publiée pour la première fois du no 3829 au no 3834 du journal Spirou, puis en album en 2011.

## Résumé
L'armée du général Alexander est à court de chevaux, et elle n'arrive pas à en trouver ni dans les régions environnantes sous son contrôle, ni dans les territoires confédérés. En désespoir de cause, le Capitaine Stilman propose de s'approvisionner au Texas. Alors qu'Alexander et Horace lui font remarquer que le Texas fait partie de la Confédération et qu'il est en plus aux prises avec un groupe de Comanches du Mexique qui leur volent leurs chevaux, il propose de s'approvisionner directement auprès d'eux. 
Ils envoient alors Blutch et Chesterfield, déguisés en pionniers pour franchir les lignes confédérées, pour aller négocier avec les Comanches. Avant le départ, Stilman avertit les deux sous-officiers du danger que représente le colonel confédéré James Bourland, dit le « Bourreau du Texas » qui a la fâcheuse manie de pendre tous ceux qui ne pensent pas comme lui, les Yankees et les Indiens étant ses cibles favorites. Après être passé à Fort Bow prendre Plume d'Argent qui leur servira d'interprète auprès des Comanches, et où Blutch a encore dû donner le change avec Amélie Appeltown auprès de Loup-Gris (cf l'album Mariage à Fort Bow), les trois compères s'arrêtent à Fort Cobb où ils demandent l'hospitalité au colonel Bourland. Ce dernier fait immédiatement arrêter Plume d'Argent et le fait enfermer avec des prisonniers Comanches. Dans la nuit, Blutch et Chesterfield prennent en otage Bourland pour libérer Plume d'Argent, mais ce dernier insiste pour emmener avec lui les prisonniers Comanches. 
Après avoir franchi le Rio Grande, Plume d'Argent explique son insistance : l'un des Comanches, sous sa perruque est le sosie, et peut-être même le jumeau caché de Blutch, élevé comme fils adoptif du chef Comanche Penataka sous le nom d'Écureuil Silencieux, du fait de son mutisme. Avec son aide, les Tuniques Bleues obtiennent trente chevaux des Comanches, et parviennent à refranchir le Rio Grande, grâce à une diversion fournie par celui que Blutch considère comme son frère. 
Ils repassent à Fort Bow où le colonel Appeltown leur propose de rester quelques jours en repos bien mérité, du moins jusqu'au retour de Loup-Gris qui insiste alors pour prouver que le mariage entre Blutch et Amélie Appeltown est bien réel et pour que ceux-ci fassent un « papoose ». Le colonel Appeltown congédie alors Blutch et Chesterfield au plus vite.

## Personnages
- Sergent Chesterfield
- Caporal Blutch
- Plume d'Argent
- Général Alexander
- Capitaine Stilman
- Colonel Horace
- Colonel Appeltown
- Amélie Appeltown
- Loup-Gris
- Écureuil Silencieux
- Colonel James Bourland

## Publication

### Album
Indien, mon frère est le 55e album des Tuniques Bleues, publié en 2011.